# Tribunal de Contas do Estado do Espírito Santo
O Tribunal de Contas do Estado do Espírito Santo (TCE-ES) é um tribunal de contas, órgão fiscalizador e controlador da administração financeira e orçamentária do estado brasileiro do Espírito Santo. O TCE realiza a fiscalização e julgamento das contas relacionadas a administração pública estadual e dos municípios.
A luta para a criação de um órgão de controle externo das contas públicas foi iniciada em 1826, ainda no Império, com a apresentação de um projeto de lei para a instalação do Tribunal de Contas da União (TCU). Somente em 1890, por iniciativa do então ministro da Fazenda Rui Barbosa, o TCU foi institucionalizado. Três anos depois iniciou suas atividades.
Já o Tribunal de Contas do Estado do Espírito Santo (TCE-ES) foi criado através da Lei nº 1.287, em 24 de setembro de 1957, durante o primeiro governo de Francisco Lacerda de Aguiar (1955-1959) com objetivo de orientar e controlar a gestão dos recursos públicos em benefício da sociedade. Sua instalação e início dos trabalhos ocorreram em junho do ano seguinte.
A Corte fiscalizadora já ocupou seis sedes administrativas, sendo a atual na Enseada do Suá, inaugurada em 14 de março de 1991. As outras cinco estavam localizadas no Centro de Vitória.

SEDES DO TRIBUNAL.
Instalado em 07 de junho de 1958, o Tribunal teve, como sua primeira Sede, o Departamento das Municipalidades, ocupando apenas uma sala. Posteriormente, no final do primeiro Governo do Dr. Lacerda de Aguiar, foi transferido para o Edifício das Repartições Públicas, hoje Edifício Aureliano Hoffmann, então em fase de acabamento de construção, onde ocupou, de início, parte do 5º andar. Dali foi transferido para o Edifício Santa Cecília, com grande dificuldade de adaptação, uma vez que o prédio fora ocupado, anteriormente, por um departamento do sistema de saúde federal. Foi essa a sua terceira sede. Passados alguns anos, fomos transferidos para uma quarta sede, no Edifício Alexandre Buaiz e, posteriormente, para o Edifício Galerão, na Rua General Osório. Era essa a nossa quinta sede, de onde saímos, para a sede própria, construída na Enseada do Suá, próximo à entrada da 3ª Ponte. 
No Governo do Dr. Max Freitas Mauro foi, finalmente, iniciada e concluída a construção da nossa sede própria, cuja inauguração se deu a 14 de março de 1991. O projeto arquitetônico, de autoria do servidor, Dr. Luiz Paulo Dessaune, foi aprovado pelo Plenário do Tribunal de Contas e não sofreu qualquer modificação na sua execução. Atualmente, o Tribunal conta com uma Sede moderna, funcional, que oferece a todos as melhores condições de trabalho e atendimento aos jurisdicionados. 
A sede tem, a completá-la, um excelente auditório, propositadamente construído fora do corpo da sede, o que permite o seu uso sem que haja qualquer contato com a área destinada aos serviços administrativos do Tribunal. Com a inauguração da nova Sede, o Tribunal se vê atendido numa das suas principais e mais prementes reivindicações. 
À inauguração da sede compareceram, além do Governador Max Freitas Mauro, vários Deputados Estaduais, Secretários de Estado, Conselheiros, inclusive aposentados, Procurador, Auditores e Servidores desta Casa, bem como personalidades outras do mundo administrativo e social do Estado.
PRESIDENTES DO TCEES.
Até 2020 foram exercidas 58 Presidências pelos Conselheiros eleitos na seguinte ordem:
1 José Alexandre Buaiz - 1958 
2 Argêo Reginaldo Lorenzoni - 1959 
3 Senithes Gomes Moraes - 1959 
4 Alaôr Lobo de Rezende - 1960 
5 Emílio Roberto Zanotti - 1961 
6 Emílio Roberto Zanotti - 1962 
7 Senithes Gomes Moraes - 1963 
8 Senithes Gomes Moraes - 1964 
9 Antônio Barroso Gomes - 1965 
10 Pedro Vieira Filho - 1966 
11 Jorge Acha - 1967 
12 Senithes Gomes Moraes - 1968 
13 Senithes Gomes Moraes - 1969 
14 Senithes Gomes Moraes - 1970 
15 Senithes Gomes Moraes - 1971 
16 Senithes Gomes Moraes - 1972 
17 Senithes Gomes Moraes - 1973 
18 Senithes Gomes Moraes - 1974 
19 Senithes Gomes Moraes - 1975 
20 Jorge Bressiane - 1976 
21 Senithes Gomes Moraes - 1977 
22 José Antônio do Amaral - 1978 
23 Senithes Gomes Moraes - 1979 
24 José Antônio do Amaral - 1980 
25 José Antônio do Amaral - 1981 
26 Jorge Bressiane - 1982 
27 Agnélia Modenesi Norbim - 1983 
28 Maria José Vellozo Lucas - 1984
29 Maria José Vellozo Lucas - 1985 
30 Arabelo do Rosário - 1986 
31 Arabelo do Rosário - 1987 
32 Senithes Gomes Moraes - 1988 
33 Jorge Bressiane - 1989 
34 Agnélia Modenesi Norbim - 1990 
35 Agnélia Modenesi Norbim - 1991 
36 Agnélia Modenesi Norbim - 1992 
37 Senithes Gomes Moraes - 1993 
38 Senithes Gomes Moraes - 1994 
39 Maria José Vellozo Lucas - 1994 
40 Maria José Vellozo Lucas - 1995 
41 Maria José Vellozo Lucas - 1996 
42 Maria José Vellozo Lucas - 1997 
43 Maria José Vellozo Lucas - 1998 
44 Maria José Vellozo Lucas - 1999 
45 - Maria José Vellozo Lucas - 2000 
46 Maria José Vellozo Lucas - 2001 
47 - Valci José Ferreira de Souza - 2001 
48 Valci José Ferreira de Souza - 2002/2003 
49 Valci José Ferreira de Souza - 2004/2005 
50 Valci José Ferreira de Souza - 2006/2007 
51 Elcy de Souza - 2007 
52 Marcos Miranda Madureira - 2008/2009 
53 Umberto Messias de Souza - 2010/2011 
54 Sérgio Aboudib Ferreira Pinto - 2011 
55 Sebastião Carlos Ranna de Macedo - 2012/2013 
56 Domingos Augusto Taufner - 2014/2015
57 Sérgio Aboudib Ferreira Pinto - 2016/2019
58 Rodrigo Flávio Freire Farias Chamoun - 2020/2023
Em breve teremos mais atualizações....
Para mais informações acesse o sítio eletrônico do TCEES.
Livro TCEES - 58 anos de história
Tribunal de Contas do Estado
- Página Oficial do Tribunal de Contas do Espírito Santo
- Página Oficial do Ministério Público de Contas do Espírito Santo